# Cratere Guaymas
Guaymas  è un cratere sulla superficie di Marte.